# Pleurodema cinereum
Pleurodema cinereum är en groddjursart som beskrevs av Cope 1878. Pleurodema cinereum ingår i släktet Pleurodema och familjen Leiuperidae. IUCN kategoriserar arten globalt som livskraftig. Inga underarter finns listade i Catalogue of Life.